# 2020-as Fonogram díj átadása
A 2020-as Fonogram – Magyar Zenei Díjakat a Magyar Hangfelvétel-kiadók Szövetsége (Mahasz) 2020. április 4-én a Fonogram-nap keretében a koronavírus-járvány miatt virtuálisan adta át. Összesen 18+1 kategóriában hirdettek győzteseket, a díjazottak kilétére pedig online videók formájában derült fény.
A zenei szakemberekből, újságírókból és zenészekből álló, összesen 26 tagú szakmai zsűri az első körös szavazás során több mint 800 nevezés közül választotta ki 18 kategória 5-5 (holt verseny esetén 6) jelöltjét. A jelöltek listáját 2020. március 17-én hozták nyilvánosságra a Fonogram weboldalán keresztül.
A Mahasz a Hivatalos magyar slágerlistákat minden héten publikáló slagerlistak.hu csapatával közösen egy 40 fős listát állított össze az elmúlt évben népszerűvé vált dalokból, amelyek közül online szavazással dőlt el "az év hangfelvétele" Fonogram-díj győztese.

## Nyertesek és jelöltek[3][4]

### Az év hazai klasszikus pop-rock albuma vagy hangfelvétele
- Kovács Ákos - 50 / Kezdhetünk újabb évadot / Idősziget (Magneoton/Fehér Sólyom)
- Fekete Jenő - sárarany (kunszt muzik production)
- Hobo - Hé, Magyar Joe! (GrundRecords)
- Magna Cum Laude - Gyulai húszfeldolgozó / Piros az alma (M-Prod Artist)
- Pápai Joci - Az én apám / Hova tűnt? / Dobd el ami fáj / Te vagy a békém (x Missh) (Origo Produkció)
- Sugarloaf - Sputnik (AMP Music Records)

### Az év külföldi klasszikus pop-rock albuma vagy hangfelvétele
- Ariana Grande - Thank U, Next (Universal Music)
- Bryan Adams - Shine A Light (Universal Music)
- James Blunt - Once Upon a Mind (Magneoton/Warner Music)
- Leonard Cohen - Thanks for the Dance (Sony Music)
- Pink - Hurts 2B Human (Sony Music)

### Az év hazai modern pop-rock albuma vagy hangfelvétele
- DR BRS - Tűzvarázsló (x Király Viktor) / Ma jól vagyok (x Jazz+Az) / Koccintós (x Varga Viktor feat. Biga) / Hol van az a lány (x Fekete Vonat feat. Halott Pénz, Monkeyneck) (Magneoton)
- Follow the Flow - Nem tudja senki (Supermanagement)
- Konyha - Százszor visszajátszott / Földrevaló (feat. Fábián Juli Film Allstars) (MMM Records)
- Rácz Gergő x Orsovai Reni - Mostantól (Schubert Music Publishing)
- Turbo - Csillagból emberré (Pongo Pongo Collective)

### Az év külföldi modern pop-rock albuma vagy hangfelvétele
- Ava Max - Freaking Me Out / Torn / Sweet but Psycho / So Am I (Magneoton/Warner Music)
- Billie Eilish - When We All Fall Asleep, Where Do We Go? (Universal Music)
- Camila Cabello - Romance (Sony Music)
- Dua Lipa - Don’t Start Now / Future Nostalgia / Swan Song / Kiss And Make Up (& Blackpink) (Magneoton/Warner Music)
- Shawn Mendes - Shawn Mendes (Universal Music)

### Az év hazai alternatív vagy indie-rock albuma vagy hangfelvétele
- Bagossy Brothers Company - Olyan Ő (Prime Event Management)
- Jónás Vera Experiment - Borzongásaim (Launching Gagarin Records & Management)
- Mörk - The Resurrection Of Mörk (Schubert Music Publishing)
- The Qualitons - Kexek (Budabeats)
- Zaporozsec - Te vagy egyedül / Találj rám (ko records)

### Az év külföldi alternatív vagy indie-rock albuma vagy hangfelvétele
- Gorillaz - The Now Now (Magneoton/Warner Music)
- Iggy Pop - Free (Universal Music)
- Jack White - Boarding House Reach (XL Recordings)
- Lana Del Rey - Norman Fucking Rockwell! (Universal Music)
- Twenty One Pilots - Trench (Magneoton/Warner Music)

### Az év hazai elektronikus zenei albuma vagy hangfelvétele
- Barabás Lőrinc - Algorhythms (szerzői kiadás)
- Belau feat. Sophie Barker - Essence (szerzői kiadás)
- Jetlag x Nemazalány x JumoDaddy - Hülyeakaroklenni (Schubert Music Publishing)
- Krizso - Boys In The City, Girls From The Woods (szerzői kiadás)
- Zoli Vekony - Moments (feat. James Cash) / Closer To Me (Elephant House)

### Az év külföldi elektronikus zenei albuma vagy hangfelvétele
- Armin van Buuren - Blah Blah Blah (Sony Music)
- David Guetta - 7 / Stay (Don't Go Away) (feat. Raye) / Never Be Alone (& Morten feat. Aloe Blacc) / Say My Name (Bebe Rexha & J Balvin) (Elephant House/Warner Music)
- FKA Twigs - Magdalene (Young Turks)
- Kygo x Whitney Houston - Higher Love (Sony Music)
- Robin Schulz - Speechless (feat. Erika Sirola ) / All This Love (feat. Harloe) / Rather Be Alone (feat. Nick Martin) (Elephant House/Warner Music)

### Az év hazai rap vagy hip-hop albuma vagy hangfelvétele
- Dé:Nash - Tarsolylemez / Oroszok a Házban / Kisvasút / Csokdigger
- Ganxsta Zolee és a Kartel - Oldskool (MFM Music)
- Krúbi - Zárolás Feloldva
- Majka - Hidegvérrel (x Essemm) / Supersonal 2 (és a Ők)
- Manuel - Messziről jöttem / Mint egy filmben / Anyu büszke / Ketten / Kicsi lány / Téged (x Kállay-Saunders András)
- Red Bull Pilvaker - Márciusi ifjak / Magány / Valaki jár a fák hegyén / Egy estém otthon

### Az év külföldi rap vagy hip-hop albuma vagy hangfelvétele
- Algiers - Dispossession / Can The Sub_Bass Speak? (Matador Records)
- Cardi B - Invasion of Privacy (Magneoton/Warner Music)
- Lil Nas X feat. Billy Ray Cyrus - Old Town Road (Sony Music)
- Slowthai - Nothing Great About Britain (Universal Music)
- Tyler, the Creator - Igor (Sony Music)

### Az év hazai hard rock vagy metal albuma vagy hangfelvétele
- Ann My Guard - Moira (Painted Bass Records)
- Junkies - Negyedszázad kockázat és mellékhatás (EDGE Records (HMR Music Kft.))
- Leander Kills - Luxusnyomor (Keytracks Hungary)
- Mudfield - Sárrét (Keytracks Hungary)
- Ossian - A reményhozó (Hammer Records (HMR Music Kft.))

(holtverseny, két díjazott)

### Az év külföldi hard rock vagy metal albuma vagy hangfelvétele
- Amon Amarth - Berserker (Sony Music)
- Killswitch Engage - Atonement (Sony Music)
- Rammstein - Rammstein (Universal Music)
- Skillet - Victorious (Magneoton/Warner Music)
- Slipknot - We Are Not Your Kind (Magneoton/Warner Music)
- Volbeat - Rewind, Replay, Rebound (Universal Music)

### Az év hazai hagyományos slágerzenei albuma vagy hangfelvétele
- Balázs Klári - Maga rég nem lesz a világon (Szenes Művészeti Kft.)
- Balázs Pali - Majd holnap írok... (szerzői kiadás)
- Bendegúz - Ne sirasson édesanyám (MGS MUSIC Hungary)
- Csóka Szabi Bandája - Szeretőm e táncba (ko records)
- Márió - Duett album 2. (ko records)
- Postás Józsi - Kutyadal (Szenes Művészeti Kft.)

### Az év hazai kortárs szórakoztatózenei albuma vagy hangfelvétele
- Cimbaliband - Iram (Fonó)
- Csík János és a Mezzo - Szép a tavasz, szép a nyár (Fonó)
- Irigy Hónaljmirigy - Az éjjel soha nem érhet véget paródia / Nem tudja senki - Follow de flow paródia (Gold Record)
- Takács Nikolas - Takács Nikolas 33 (Schubert Music Publishing)
- Tóth Vera és a Budapest Jazz Orchestra - Christmas Live (BJO Records)

### Az év hazai gyermek albuma vagy hangfelvétele
- Bíró Eszter - Időradír (Móra / Miss Biro Publishing)
- Czutorborsók - Kresz Géza tovább merészkedik (Music Fashion)
- Farkasházi Réka és a Tintanyúl - Életmesék (Helikon Kiadó)
- Kaláka - Volt egy fakatona (Gryllus)
- Kovácsovics Fruzsina - Lélegzik a Föld (szerzői kiadás)
- Veronaki - Mosó Masa mosodája (Universal Music Hungary)

### Az év hazai jazz albuma vagy hangfelvétele
- Borbély Mihály Quartet - Grenadilla / Heartquake (& Süle László) (BMC Records | Hunnia Records)
- European Mantra - B.O.T. (szerzői kiadás)
- Gáspár Károly Trio - Salvation (Tom-Tom Records)
- Harcsa Veronika - Gyémánt Bálint - Shapeshifter (szerzői kiadás)
- Sárik Péter Trio - X Bartók (szerzői kiadás)

### Az év hazai világ- vagy népzenei albuma vagy hangfelvétele
- Herczku Ági és a Banda - Kamara (Fonó)
- Kodály Spicy Jazz - Reloaded (Music Fashion)
- Lajkó Félix & Volosi - Lajkó Félix & Volosi (Fonó)
- Parno Graszt - Már nem szédülök (Fonó)
- Romano Drom - Give Me Wine (Riverboat Records-World Music Network (UK))

### Az év felfedezettje
- Berkes Olivér (Magneoton | My Redemption Records)
- Carson Coma (Gold Record)
- Dé:Nash (Universal Music Hungary)
- DR BRS (Magneoton)
- Manuel (Gold Record)

### Az év hangfelvétele
- AK26 - Pacino (szerzői kiadás)
- Ákos - Felemel (Fehér Sólyom)
- Bagossy Brothers Company - Olyan Ő (Prime Event Management)
- BSW - Yaay (szerzői kiadás)
- Curtis - Lehetne újra február (Magneoton)

### Szakmai életműdíj
- Gőz László

### Életműdíj
- Kovács Kati